# Glypta succincta
Glypta succincta là một loài tò vò trong họ Ichneumonidae.